# Maria Kwaśniewska
Maria Jadwiga Kwaśniewska-Maleszewska, poljska atletinja, * 15. avgust 1913, Lodž, Ruski imperij, † 17. oktober 2007, Varšava, Poljska.
Nastopila je na poletnih olimpijskih igrah leta 1936, ko je osvojila bronasto medaljo v metu kopja.